# Hans Döllgast

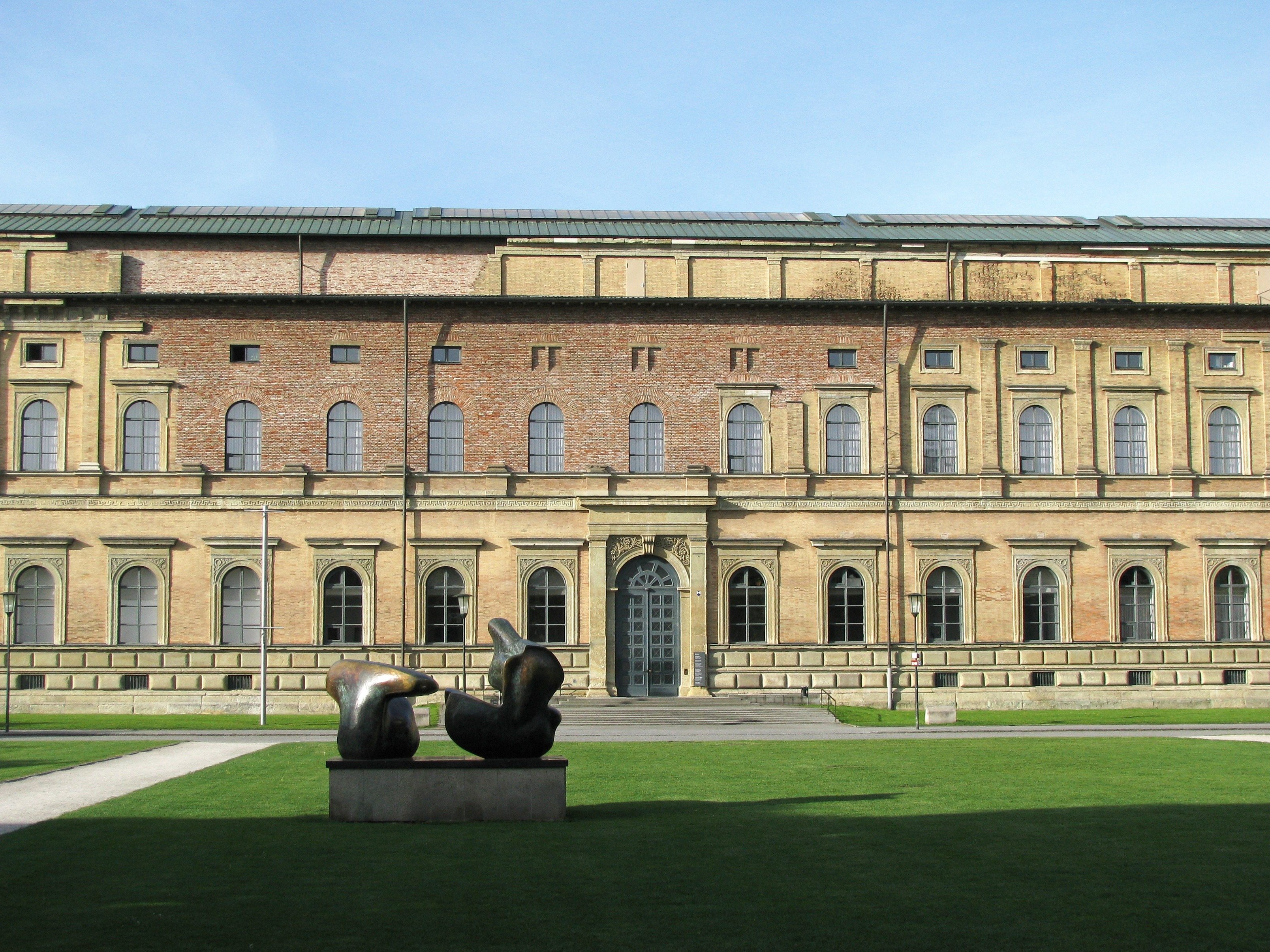
„Schöpferische Sicherung“ der Alten Pinakothek München: In der Gebäudemitte über dem Portal ist das vereinfachte Mauerwerk am Ort des ehemaligen Bombentrichters zu erkennen.

Hans Döllgast (* 1. April 1891 in Bergheim; † 18. März 1974 in München) war ein deutscher Architekt, Grafiker und Hochschullehrer.

## Leben
Hans Döllgast wurde als Sohn eines Dorfschullehrer-Ehepaars geboren und ist in Bergheim sowie der Oberen Altstadt von Neuburg an der Donau aufgewachsen. Döllgast studierte von 1910 bis 1914 an der Technischen Hochschule München Architektur; 1912/13 war er dabei Volontär bei Michael Kurz. 1913 erhielt er den Hochschulpreis für seine Pläne für die Rekonstruktion der Villa Laurentina von Plinius dem Jüngeren. 1919 bis 1922 arbeitete er im Atelier von Richard Riemerschmid, 1922 bis 1926 dann im Atelier und in der Meisterklasse von Peter Behrens in Wien, Berlin und Frankfurt am Main. In den Jahren 1927 bis 1929 war er als selbständiger Architekt in München, Wien und Augsburg tätig. 1929 erhielt er seinen ersten Lehrauftrag für das Fach Innenausstattung an der Technischen Hochschule München. 1939 erhielt er eine außerordentliche Professur und wurde 1943 zum Ordinarius an der Technischen Hochschule München berufen. Nach vierzehnjähriger Lehrtätigkeit übernahm 1957 Johannes Ludwig seinen Lehrstuhl. Nach der Besetzung Münchens durch amerikanische Truppen (Anfang Mai 1945) war er kommissarischer Rektor der Hochschule, bis die Militärregierung Georg Faber für das Amt bestimmte.
Döllgast machte sich in München bereits vor dem Zweiten Weltkrieg durch einige Kirchenneubauten (z. B. die Pfarrkirche Heilig Blut in München-Bogenhausen, 1933/1934) sowie die Planung der Siedlung Neuhausen 1928–1931 einen Namen. Nach dem Krieg prägte er durch sein Wirken als Professor für Architekturzeichnen und Raumkunst an der Technischen Hochschule Generationen von Architekten. So stammt beispielsweise der Titelschriftzug (Kopftitel) der Süddeutschen Zeitung von ihm. 1958 wurde er Mitglied der Bayerischen Akademie der Schönen Künste, 1957 erhielt er das Große Bundesverdienstkreuz.

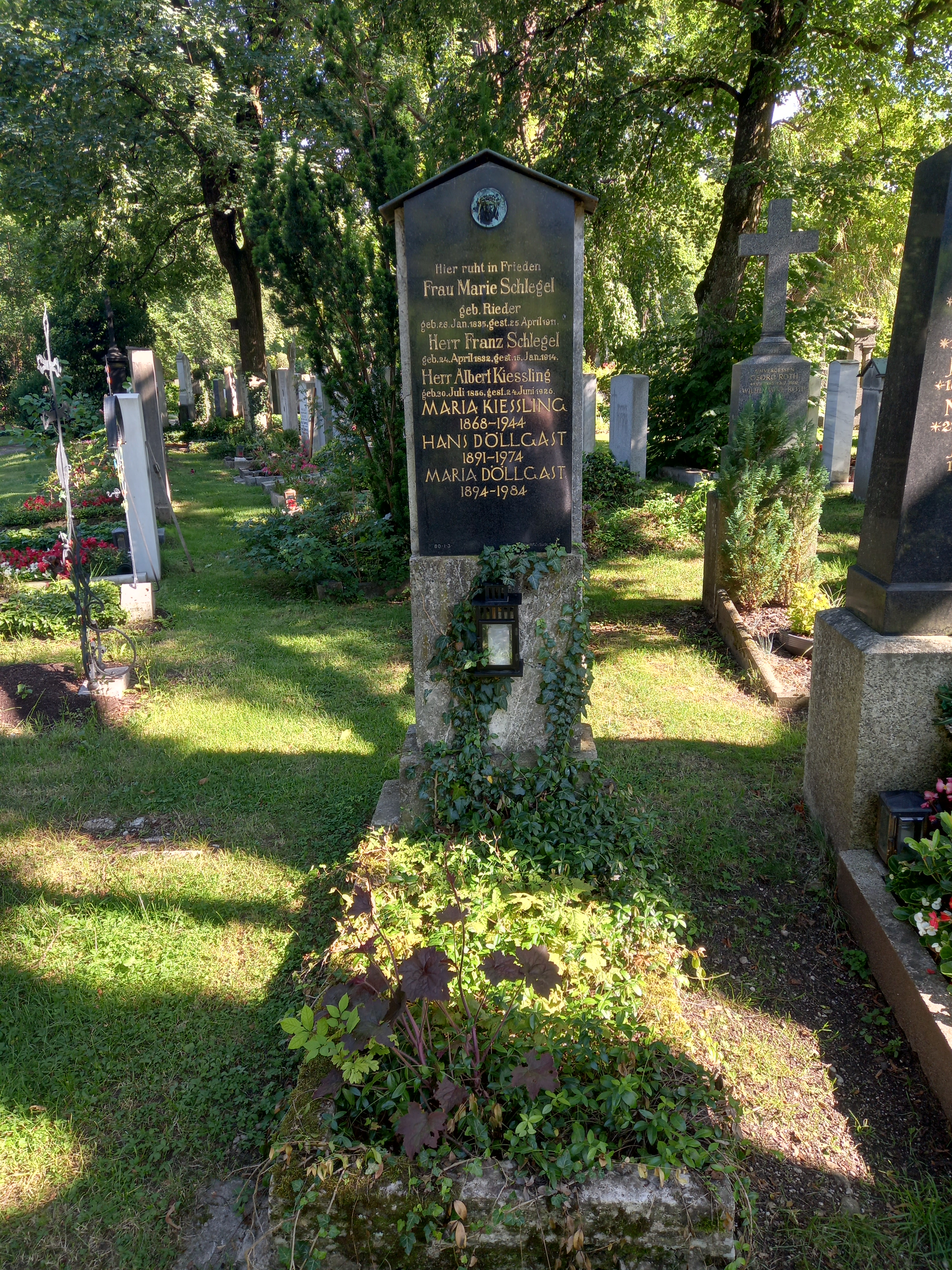
Das Grab von Hans Döllgast und seiner Ehefrau Marie geborene Kießling im Familiengrab auf dem Ostfriedhof (München)

Er war am Wiederaufbau des Würzburger Doms, der Münchner Residenz und der Abtei St. Bonifaz in München beteiligt. Dort schaffte er gelungene Verbindungen von altem Bestand und dem Wiederaufbau (= Bauen im Bestand). Als eines der ersten großen Vorbildprojekte der Kritischen Rekonstruktion   gilt die Alte Pinakothek, die durch einen Bombenabwurf schwer beschädigt worden war. Dort gelang ihm ein abstrahierter Wiederaufbau, bei der er die Außenmauern mit unverputzten Trümmerziegeln so abschloss, dass der Bombenschaden als „Verletzung“ des Klenzebaus erkennbar blieb. Die Gebäudestruktur blieb durch schlanke Stahlsäulen, Betonstürze und Gesimse bewahrt. Die damit neu geschaffene, großzügige Treppenanlage zählt zu den schönsten Treppenhäusern Deutschlands. 1954/1955 leitete er die Umgestaltung des Alten Südlichen Friedhofs in München. Ebenso gestaltete er den stark kriegsbeschädigten Alten Nordfriedhof in München neu und bewahrte die Allerheiligen-Hofkirche der Münchner Residenz vor weiterem Verfall, indem sie 1972 mit einem Holzdach ausgestattet wurde.
Hans Döllgast war mit der ehemaligen Leichtathletin Marie Kießling verheiratet. Seine letzte Ruhestätte fand er auf dem Münchener Ostfriedhof.

## Auszeichnungen
- 1959: Bayerischer Verdienstorden
- 1967: BDA-Preis Bayern
- 1972: Heinrich-Tessenow-Medaille

## Bauten

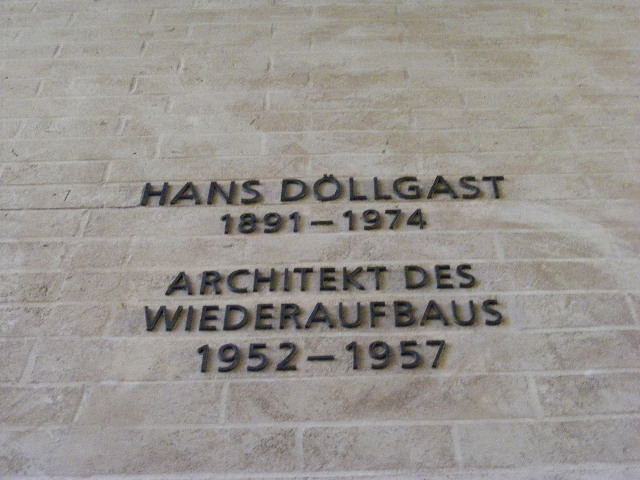
Hinweis auf Döllgast im Foyer der Alten Pinakothek

- 1928–1930: Katholische Kirche St. Joseph in Augsburg-Oberhausen mit Michael Kurz (und Wiederaufbau nach 1945)
- 1928–1931: Künstlerische Oberleitung der GEWOFAG-Siedlung Neuhausen mit Franz Ruf, Sep Ruf und Johannes Ludwig in München
- 1929–1930: Wohnblock der Siedlung Neuhausen an der Wendl-Dietrich-Straße
- 1930–1932: Katholische Pfarrkirche St. Raphael in Hartmannshofen
- 1933–1934: Katholische Pfarrkirche St. Ägidius in Schmidmühlen (zusammen mit Franz Günthner)
- 1933–1934: Katholische Pfarrkirche Heilig Blut in München-Bogenhausen
- 1934–1935: Katholische Pfarrkirche St. Heinrich in München
- 1935–1936: Katholische Pfarrkirche St. Peter und Paul in Trudering
- 1935–1939: Volksschule und Kindergarten in Trudering
- 1936: Sparkassengebäude in München-Neuhausen
- 1936: Sparkassengebäude in München-Schwabing
- 1945–1950: Reduzierter Wiederaufbau der Pfarr- und Abteikirche St. Bonifaz in München
- 1946–1957: Rekonstruktion der Münchner Residenz
- 1946–1957: Wiederaufbau der Alten Pinakothek in München
- 1952: Wiederaufbau des Münchner Ostfriedhofs
- 1953–1954: Wohnhaus Hans Döllgast in der Nederlinger Straße
- 1954: Katholische Pfarrkirche „Zum Heiligsten Erlöser“ in Traunreut
- 1954–1955: Wiederaufbau des Alten südlichen Friedhofs
- 1959–1960: Gemeindehaus in Marktsteft
- 1961–1963: Evangelische Erlöserkirche mit Pfarrhaus in Landshut
- 1963–1964: Katholische Auferstehungskirche in Marktsteft
- 1963–1965: Katholische Votivkirche Mariä Empfängnis in Passau
- 1963–1966: Katholische Pfarrkirche Neu-St. Nikola in Landshut
- 1966: Erweiterungsbau der Bayerischen Staatsbibliothek (zusammen mit Sep Ruf und Helmut Kirsten)
- 1967: Katholische Filialkirche Heilig Kreuz in Pfändhausen (Landkreis Schweinfurt)
- 1972: Konservierung der Ruine der Allerheiligen-Hofkirche in München

## Schüler
- Friedhelm Amslinger (1929–2011)
- Franz Hart (1910–1996)
- Theodor Hugues (1937–2022)[5]
- Reinhard Kolb (1928–2013)
- Franz Kießling (1925–2013)[6]
- Hans von Peschke (1927–2006)
- Jakob Semler (1920–2004)
- Albin Steininger (1921–1985)[7]
- Josef Wiedemann (1910–2001)
- Werner Wirsing (1919–2017)
- Hans Zitzelsperger (1926–1998)

## Zitate
- „Wir formen unsere Bauwerke und unsere Bauwerke formen uns.“

## Publikationen
- Heitere Baukunst. München 1951.
- Römer-Villen. Mit zahlreichen Fotos und Zeichnungen. Themenheft der Heraklith-Rundschau, ZDB-ID 541265-1, Heft 29, September 1960.
- Häuser Zeichnen. Otto Maier, Ravensburg 1957, 4. Auflage, MaroVerlag, Augsburg 1986.
- Gebundenes Zeichnen. 3. Auflage. Augsburg 1987, ISBN 978-3-87512-402-6.
- Journal Retour. Bände 1–4. Faksimile-Ausgaben. Pustet, Salzburg / München 2003, ISBN 978-3-7025-0466-3.

## Film
- Porträt eines Baumeisters. Der Architekt Hans Döllgast. Dokumentarfilm, BR Deutschland, 1984, 43:29 Min., Buch und Regie: Dieter Wieland, Produktion: Bayerischer Rundfunk, Reihe: Topographie, Film-Informationen von ARD, online-Video von ARD.

## Audio
- Wolfgang Jean Stock: Hans Döllgast, Architekt der münchner Trümmerzeit – ein Portrait München 1991. Als Hörsendung erschienen in Wiederaufbau und Wirtschaftswunder – Architekt Hans Döllgast. Bayern 2 Radio, 23. August 2009. Produktion: Bayerischer Rundfunk, Reihe: Land und Leute.